# 安德烈亞斯·克里斯滕森
安德烈亚斯·伯特克·克里斯滕森（丹麥語：Andreas Bødtker Christensen，發音：[ˈænˌdʁe̝ː.æs ˈkʁesn̩sn̩]；1996年4月10日—）是丹麥的一位足球運動員，在場上司職中堅。現效力於西甲球隊巴塞隆拿。他也是丹麥國家足球隊的成員。

## 球會生涯

### 車路士
基斯甸臣出生於丹麥阿勒勒市鎮利勒勒。其父親球員時代曾效力丹麥球會邦比，很自然地基斯甸臣加入邦比青年隊開始其球員生涯。在邦比青年隊受訓8年內吸引不少歐洲球會注意，其中更包括阿仙奴、車路士、拜仁慕尼黑這些大球會。最終基斯甸臣選擇車路士，於2012年2月正式簽約加入其青年隊。2013－14年球季季前，基斯甸臣正式與車路士簽署球員生涯第一份職業合同。2014年10月28日，基斯甸臣於聯賽盃第4圈中首次正選上陣，協助車路士以2比1擊敗梳士貝利。2015年5月24日，基斯甸臣迎來首次英超上陣，於主場面對新特蘭的賽事中，下半場入替米基爾並守住3比1的戰果直至完場。

### 慕遜加柏 (外借)
2015年7月10日，基斯甸臣外借加盟德甲球會慕遜加柏。2015年8月15日，基斯甸臣首次代表慕遜加柏於聯賽正選上陣，對手為多蒙特。2016年2月5日，基斯甸臣於面對雲達不萊梅的德甲賽事中，迎來職業生涯首次梅開二度，協助球會以5比1大勝對手。球季結束後，基斯甸臣更當選2015－16球季慕遜加柏年度最佳球員。2016年夏季轉會窗，上個球季的優異表現更吸引慕遜加柏報價1,400萬英鎊轉會費，希望買斷其合約，但遭受到車路士方否決。雖然會方買斷其合約不成，但經多次談判後車路士也同意延長一年租借期，效力至2016－17年球季結束。2016年8月16日，基斯甸臣迎來職業生涯首次歐聯賽事。以正選身份協助球會於歐聯附加賽首回合以1比3作客擊敗瑞士球會年青人。其後於歐聯分組賽面對歐洲兩大勁旅曼城及巴塞隆拿均有不錯表現。

### 回歸車路士
2017年夏季，經過2季德甲歷練後，正式回歸車路士。2017年8月20日，基斯甸臣首次英超正選上陣，協助車路士作客以1比2擊敗熱刺。

### 巴塞隆拿
2022年7月4日，基斯甸臣加盟西甲俱乐部巴塞罗那，合同期为四年。

## 國家隊
2015年6月8日，基斯甸臣首次替丹麥國家隊上陣。於面對黑山的友賽中，在69分鐘後備出場。2016年3月24日，在對冰島的國際友誼賽中首次正選出場，並踢滿90分鐘。
2021年5月，基斯甸臣被選入丹麥隊2020年歐洲國家盃大名單。6月21日，基斯甸臣在2020年歐洲國家盃分組賽4-1大勝俄羅斯的比賽中踢進一球，幫助球隊因淨勝球優勢以小組第二之姿前進十六強賽。

## 榮譽

### 球會
車路士青年隊
- 英格蘭足總青年盃冠軍：2013－2014
- U21英格蘭超級聯賽冠軍（英语：Professional_Development_League）：2013－2014
- 歐洲青年聯賽冠軍：2014－2015

車路士
- 英格蘭聯賽盃冠軍：2014－15
- 英格蘭足總盃冠軍：2017－18
- 歐霸盃冠軍：2018-19
- 欧洲冠军联赛冠軍：2020–21[5]
- 歐洲超級盃冠軍：2021年[6]
- 国际足联俱乐部世界杯冠軍：2021
- 英超冠軍:2015

巴塞隆納
- 西甲冠軍 : 2022-23[7]
- 西班牙超级杯冠軍 : 2022-23[8]

### 個人
- 丹麥年度最佳年青球員 (17歲以下)：2012年[9]
- 慕遜加柏年度最佳球員：2015－2016賽季

## 外部連結
- Profile （页面存档备份，存于） at DBU.dk （丹麦文）
- 安德雷斯·克里斯滕森 （页面存档备份，存于） - Topforward
- Soccerway資料庫：安德烈亞斯·克里斯滕森